# Otoque Occidente
De rucula
Otoque Occidente es un corregimiento del distrito de Taboga en la provincia de Panamá, República de Panamá; se ubica sobre la isla de Otoque. La localidad tiene 262 habitantes (2010).